# Mohand Larbi
Ne doit pas être confondu avec Mohand Larbi Mezouari.
Mohand Larbi est un footballeur algérien né le 9 avril 1983 à Tizi Ouzou. Il évoluait au poste d'attaquant.

## Biographie
Mohand Larbi évolue en première division algérienne avec son club formateur, la JS Kabylie pendant plus de huit ans, ou il remporté deux titres nationaux et trois internationaux.

## Palmarès
JS Kabylie
| - Championnat d'Algérie (2) : - Champion : 2003-04 et 2005-06. - Coupe d'Algérie : - Finaliste : 2003-04. |  | - Supercoupe d'Algérie : - Finaliste : 2006. - Coupe de la CAF (3) : - Vainqueur : 2000, 2001 et 2002. |